# Governo Reinfeldt I
O Governo Reinfeldt I (2006 - 2010) - com Fredrik Reinfeldt como primeiro-ministro - foi formado a partir das eleições legislativas de 2006, em que a Aliança pela Suécia (Allians för Sverige) ganhou com maioria absoluta.

A Aliança pela Suécia era uma coligação de centro-direita que reúne o Partido Moderado, o Partido Popular Liberal, o Partido do Centro e o Partido Democrata-Cristão.

## Composição do Governo
| Pasta                                                       | Titular                   | Partido |
| ----------------------------------------------------------- | ------------------------- | ------- |
| Primeiro-Ministro                                           | Fredrik Reinfeldt         | m       |
| Ministra da Economia                                        | Annie Lööf                | c       |
| Ministro da Educação                                        | Jan Björklund             | f       |
| Ministro das Finanças                                       | Anders Borg               | m       |
| Ministro do Meio Ambiente                                   | Andreas Carlgren          | c       |
| Ministra da Cultura                                         | Cecilia Stegö Chilò       | m       |
| Ministra da Saúde Pública                                   | Maria Larsson             | kd      |
| Ministra da Justiça                                         | Beatrice Ask              | m       |
| Ministro dos Mercados Financeiros                           | Mats Odell                | kd      |
| Ministro dos Negócios Estrangeiros                          | Carl Bildt                | m       |
| Ministra dos Assuntos da União Europeia                     | Cecilia Malmström         | f       |
| Ministra da Integração e da Paridade dos Géneros            | Nyamko Sabuni             | f       |
| Ministra da Segurança Social                                | Cristina Husmark Pehrsson | m       |
| Ministro da Defesa                                          | Mikael Odenberg           | m       |
| Ministro da Agricultura                                     | Eskil Erlandsson          | c       |
| Ministro do Emprego                                         | Sven Otto Littorin        | m       |
| Ministra do Comércio Exterior                               | Maria Borelius            | m       |
| Ministra das Migrações e da Política de Asilo               | Tobias Billström          | m       |
| Ministra da Cooperação Internacional para o Desenvolvimento | Gunilla Carlsson          | m       |
| Ministro da Educação                                        | Lars Leijonborg           | f       |
| Ministro da Saúde e dos Assuntos Sociais                    | Göran Hägglund            | kd      |
| Ministra das Infraestruturas                                | Åsa Torstensson           | c       |